# خدانظر قاسمی
خدانظر قاسمی (زادهٔ ۱۳۳۴ در دشتستان) نمایندهٔ حوزهٔ انتخابیهٔ دشستان در دورهٔ پنجم مجلس شورای اسلامی بوده‌است. وی پیش‌تر در دورهٔ سوم نیز عضو این مجلس بود.